# Herminia aegrota
Herminia aegrota är en fjärilsart som beskrevs av Butler 1879. Herminia aegrota ingår i släktet Herminia och familjen nattflyn. Inga underarter finns listade i Catalogue of Life.